# بادي روز
بادي روز (بالإنجليزية: Buddy Rose)‏ هو مصارع محترف أمريكي، ولد في 15 نوفمبر 1952 في فانكوفر في الولايات المتحدة، وتوفي بنفس المكان في 28 أبريل 2009 بسبب مرض.

## وصلات خارجية
- بادي روز على موقع دبليو دبليو إي (الإنجليزية)
- بادي روز على موقع CageMatch worker (الإنجليزية)
- بادي روز على موقع قاعدة بيانات المصارعة على الإنترنت (الإنجليزية)
- بادي روز على موقع عالم المصارعة على الإنترنت (الإنجليزية)
- بادي روز على موقع عالم المصارعة على الإنترنت (الإنجليزية)

- بادي روز على موقع IMDb (الإنجليزية)
- بادي روز على موقع قاعدة بيانات الفيلم (الإنجليزية)